# Ulf Johansson (kierowca)
Ulf Johansson (ur. 1964) – szwedzki kierowca wyścigowy.

## Kariera
W 1984 roku zadebiutował Marchem w Szwedzkiej Formule 3. W 1985 roku zmienił pojazd na Ralta RT3. Początkowo jednak w krajowych wyścigach nie odnosił sukcesów. Ponadto w 1985 zadebiutował w Fińskiej Formule 3. W sezonie 1986 zajął piąte miejsce w klasyfikacji generalnej grupy B Szwedzkiej Formuły 3. W 1987 wystartował Raltem RT30 w dwóch wyścigach Formuły 3 Euro Series, zdobywając dwa punkty, zaś w Szwecji zajął dzięki 5 punktom 15 miejsce w klasyfikacji generalnej. W 1989 roku zajął trzecie miejsce w klasyfikacji Fińskiej Formuły Vee. Następnie ścigał się w Fińskiej Formule 4. W 1990 roku Raltem wygrał jeden wyścig i zajął piąte miejsce na koniec sezonu, zaś rok później został mistrzem serii. W 1992 roku został mistrzem Szwedzkiej Formuły 4, a dwa lata później zdobył drugi tytuł. W sezonie 1996 zajął trzecie miejsce w klasyfikacji Skandynawskiej Formuły 3. Rok później uczestniczył Dallarą 394 w Nordyckiej Formule 3, gdzie wygrał dwa wyścigi i zdobył wicemistrzostwo. Natomiast w roku 1997 został mistrzem Szwedzkiej Formuły 3.